# Gyllene triangeln, Asien

Gyllene triangeln

Den gyllene triangeln är ett område i Sydostasien som består av svårtillgängliga bergstakter i östra Myanmar (Shanstaten och Kachinområdet), norra Thailand och nordvästra Laos. Området är svagt integrerat med sina respektive länder. Där bedrivs främst svedjebruk för egenförsörjning och odling av opium. Opiumhandeln är i huvudsak kontrollerad av gerillagrupper och den smugglas sedan vidare via Thailand i form av heroin.
Gyllene triangelns betydelse som odlingsområde för opium blev uppenbar under 1960- och 1970- talen och området fick då namnet gyllene triangeln. Under mitten av 1990-talet var gyllene triangeln det ledande området för opiumodling i världen. Odlingsarealen var 160 000 hektar. Därefter minskade odlingen för att återigen börja öka 2005. 2013 bedömdes odlingsarealen ligga på 57 800 hektar med en skörd på 870 ton opium trots ansträngningar från myndigheternas sida att förstöra odlingsmark.

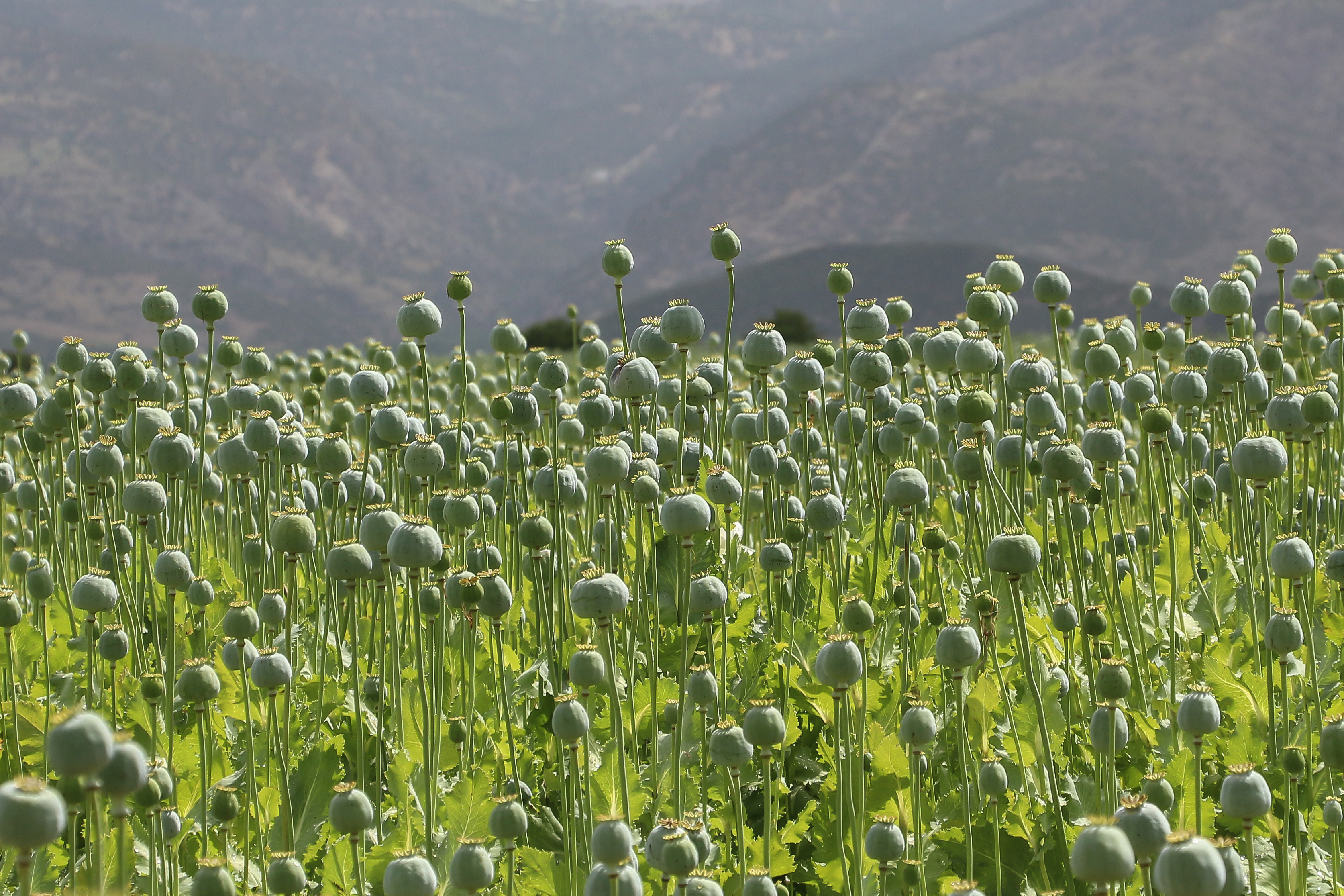
Opievallmo
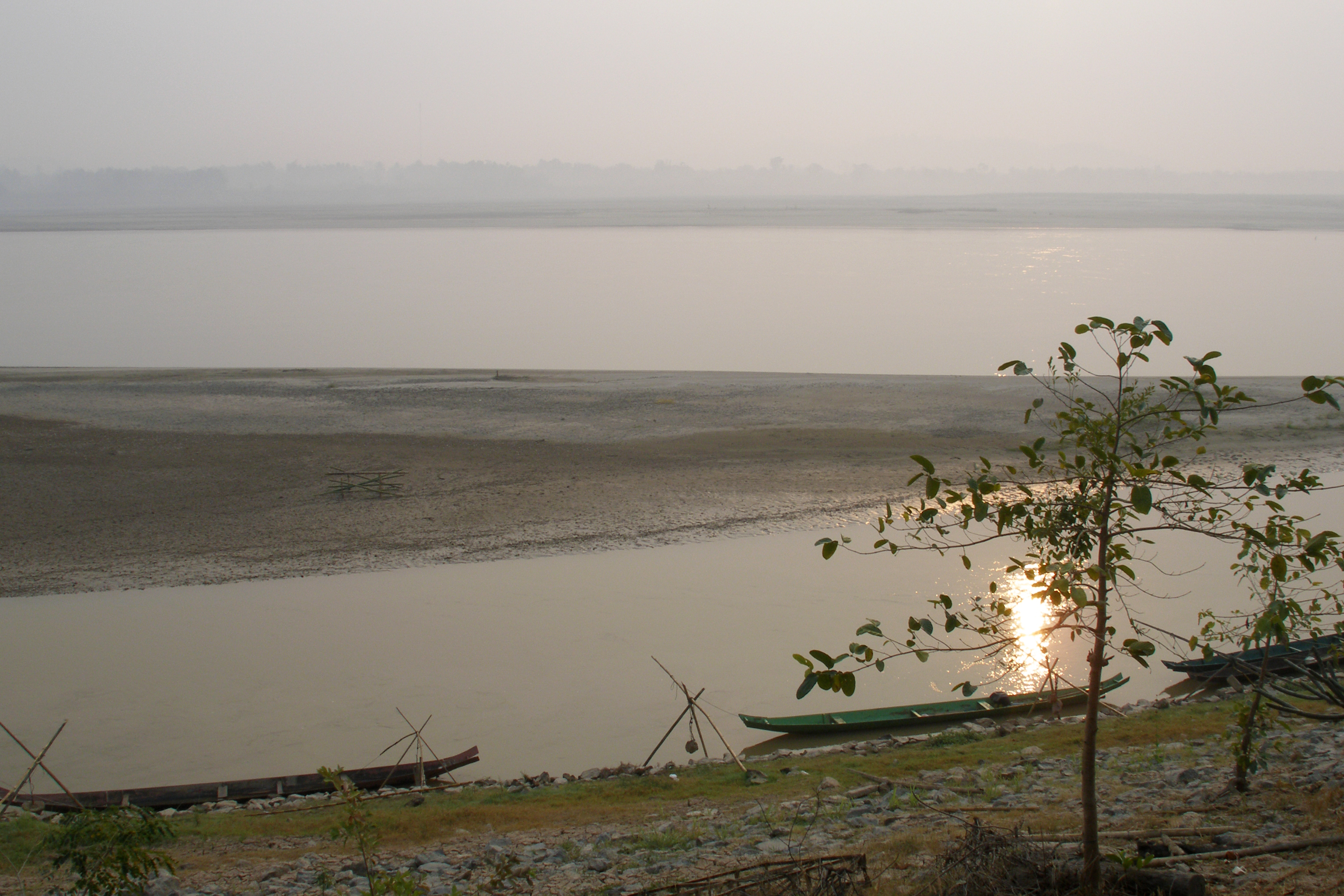
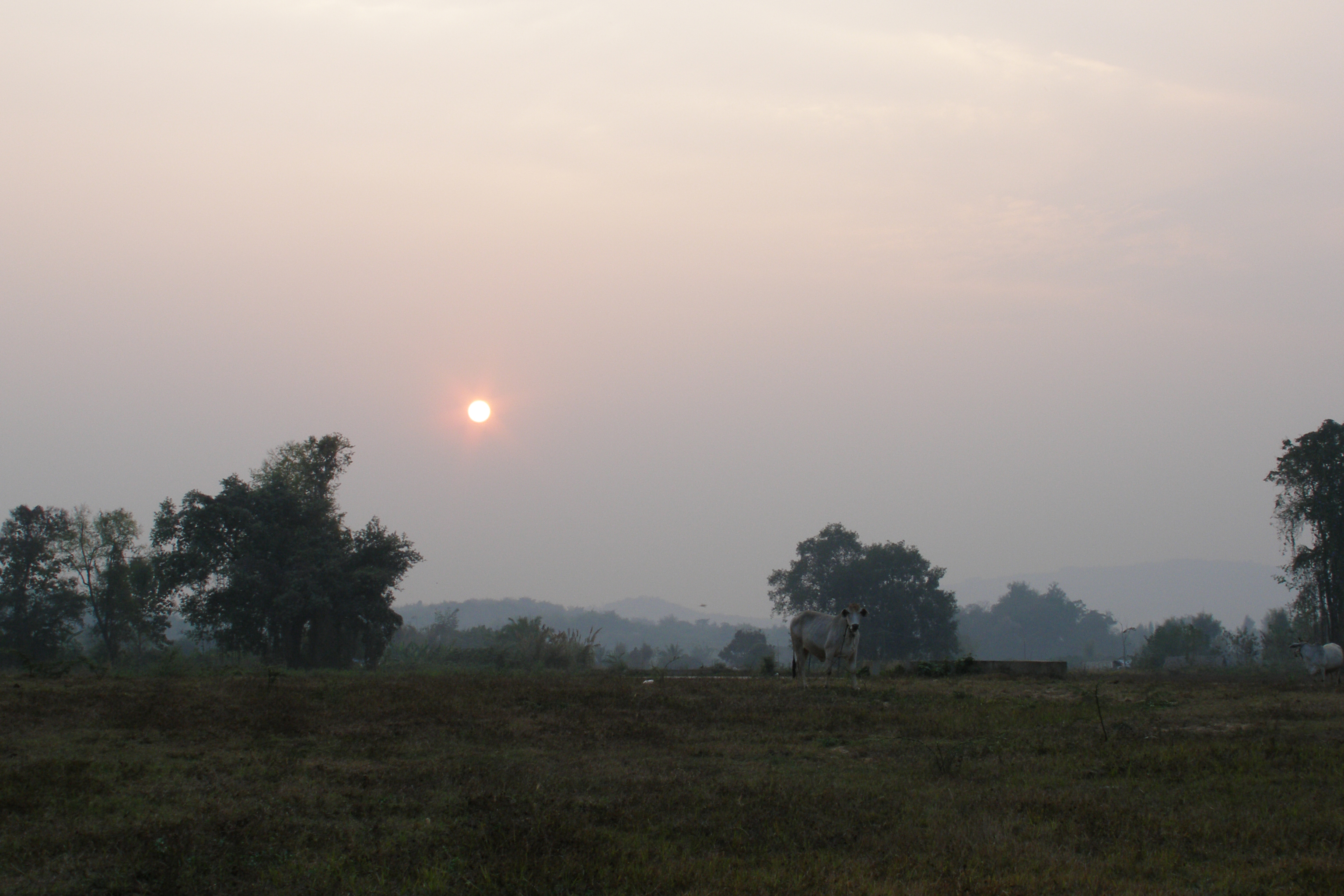